# Mala Rinka
Il monte Mala Rinka con 2.289 m s.l.m. è una cima delle Alpi di Kamnik e della Savinja della sezione Alpi di Carinzia e di Slovenia.